# Mikroregion Jaguarão

Mikroregion Jaguarão

Mikroregion Jaguarão – mikroregion w brazylijskim stanie Rio Grande do Sul należący do mezoregionu Sudeste Rio-Grandense. Ma powierzchnię 7.750,7 km²

## Gminy
- Arroio Grande
- Herval
- Jaguarão
- Pedras Altas